# Självporträtt med svart fond
Självporträtt med svart fond (finska: Mustataustainen omakuva) eller Självporträtt. Bröstbild är en oljemålning av den finländska konstnären Helene Schjerfbeck från 1915. Den är utställd på Ateneum i Helsingfors. 
Schjerfbeck är kanske mest känd för sina omkring 40 självporträtt. Det första gjorde hon som 16-åring och det sista som 83-åring strax före sin död. Självporträtt med svart fond gjorde hon som 53-åring och på uppdrag av Finska Konstföreningen som 1914 beställt ett självporträtt av henne.

## Andra självporträtt

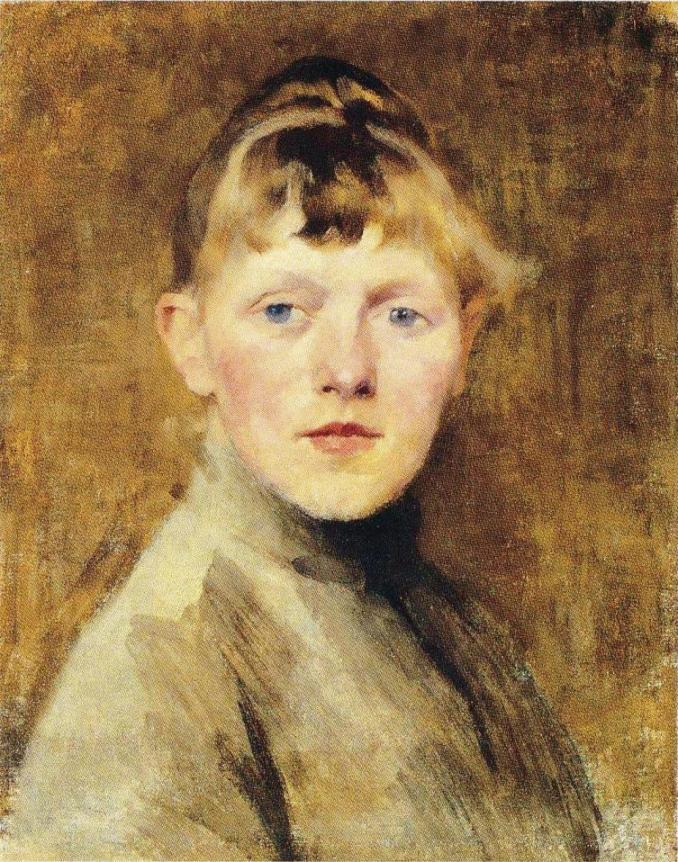
1884, Ateneum.
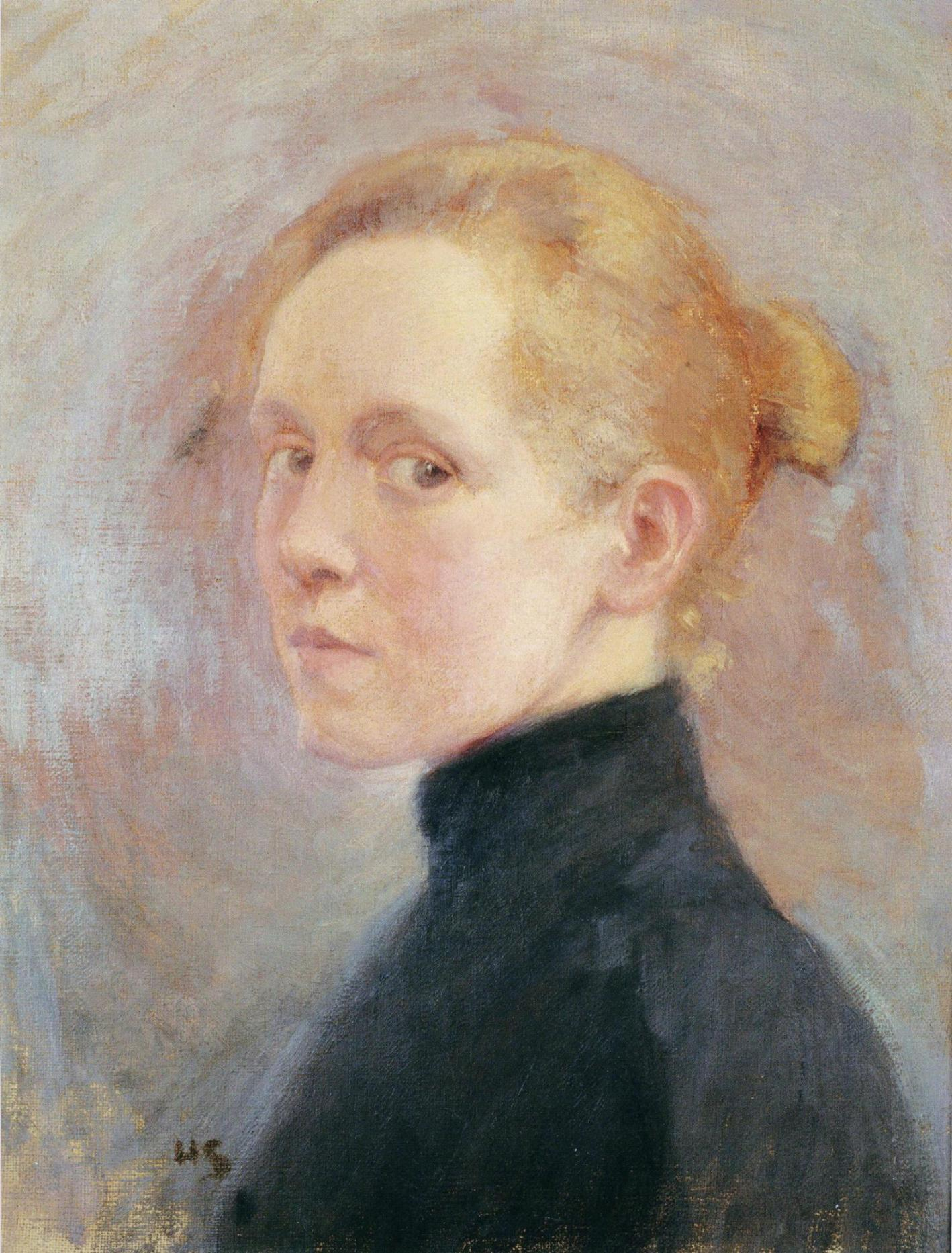
1895, Ekenäs museicentrum.
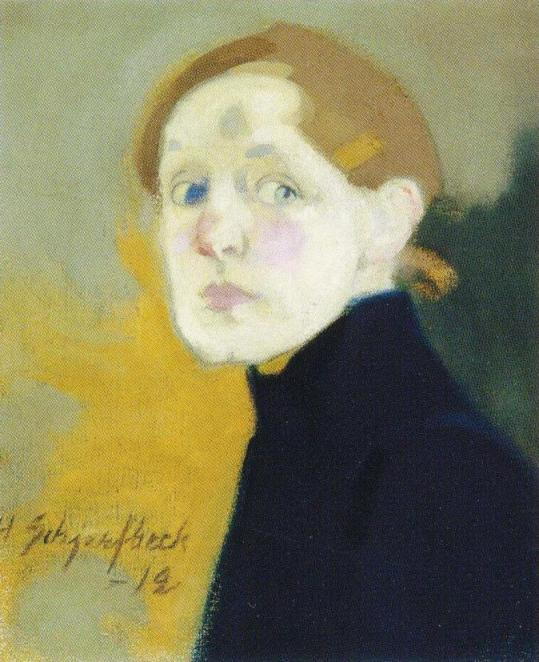
1912
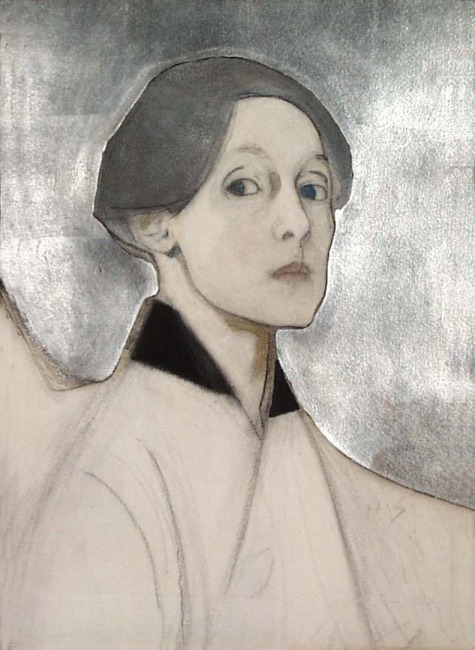
1915, Åbo konstmuseum.
1939, Didrichsens konstmuseum.
1945, Ateneum.